# بیست و پنجمین دوره کتاب سال جمهوری اسلامی ایران
مراسم بیست و پنجمین دوره کتاب سال جمهوری اسلامی ایران در بهمن ۱۳۸۶ در تهران برگزار شد. در این دوره نیز طبق روال، کتاب‌هایی که در سال منتهی به این جشنواره به چاپ رسیده‌اند (در سال ۱۳۸۵) مورد بررسی قرار گرفتند.

## برگزیدگان
| شاخه             | عنوان کتاب                                                                             | پدیدآورنده                                                             | مترجم                                                      | تصحیح              | ناشر                                                    |
| ---------------- | -------------------------------------------------------------------------------------- | ---------------------------------------------------------------------- | ---------------------------------------------------------- | ------------------ | ------------------------------------------------------- |
| دائرةالمعارف‌ها   | دایرةالمعارف کتابداری و اطلاع‌رسانی                                                     | گروهی از مؤلفان                                                        |                                                            |                    | کتابخانه ملی جمهوری اسلامی ایران                        |
| دائرةالمعارف‌ها   | فرهنگ تاریخ اعلام اسلام                                                                | سید غلامرضا تهامی                                                      |                                                            |                    | شرکت سهامی انتشار                                       |
| دائرةالمعارف‌ها   | فرهنگ تاریخ اندیشه‌ها                                                                   | فیلیپ پی وینر Philip P. Wiener                                         | گروهی از مترجمان                                           |                    | سعاد                                                    |
| فلسفه غرب        | فلسفه اخلاق در تفکر غرب، از دیدگاه السدیر مک‌اینتایر                                    | حمید شهریاری                                                           |                                                            |                    | سمت                                                     |
| فلسفه غرب        | زمینه و زمانه پدیدارشناسی                                                              | سیاوش جمادی                                                            |                                                            |                    | ققنوس                                                   |
| فلسفه غرب        | زیبایی‌شناسی و ذهنیت از کانت تا نیچه                                                    | اندرو بووی Andrew Bowie                                                | فریبرز مجیدی                                               |                    | فرهنگستان هنر                                           |
| فلسفه اسلامی     | رسائل الشجره الالهیه فی علوم الحقائق الربانیه                                          | شمس‌الدین شهرزوری                                                       |                                                            | نجفقلی حبیبی       | مؤسسه پژوهشی حکمت و فلسفه ایران                         |
| علوم قرآنی       | تفسیر قرآن مجید برگرفته از آثار امام خمینی                                             | سید محمدعلی ایازی                                                      |                                                            |                    | مؤسسه تنظیم و نشر آثار امام خمینی، مؤسسه چاپ و نشر عروج |
| فقه و اصول       | دایرةالمعارف فقه مقارن (مکارم شیرازی با همکاری جمعی از استادان و محققان حوزه علمیه قم) | ناصر مکارم شیرازی                                                      |                                                            |                    | انتشارات مدرسه الامام علی بن ابی طالب                   |
| کلام             | دانش‌نامه عقاید اسلامی                                                                  | محمد محمدی ری‌شهری                                                      | مهدی مهریزی، عبدالهادی مسعودی، علی‌نقی خدایاری، رضا برنجکار |                    |                                                         |
| ادیان دیگر       | قرآن و کتاب مقدس، درون مایه‌های مشترک                                                   | دونیز ماسون Denise Masson                                              | فاطمه سادات تهامی                                          |                    | دفتر پژوهش و نشر سهروردی                                |
|                  | آشنایی با زبان لاتینی و کاربرد گیاه‌شناسی آن                                            | موسی ایرانشهر                                                          |                                                            |                    | مؤسسه انتشارات و چاپ دانشگاه تهران                      |
| دامپزشکی         | معاینه بالینی دام‌های مزرعه                                                             | پیتر جکسون، پیتر کاکرافت Peter Jackson, Peter Cockcroft                | محمدرضا مخبر، علی رضاخانی، محمدقلی نادعلیان، محمد بلوچی    |                    | مؤسسه انتشارات و چاپ دانشگاه تهران                      |
| مکانیک           | تهویه و سرمایش طبیعی در ساختمان‌های سنتی ایران                                          | مهدی بهادری‌نژاد و محمود یعقوبی                                         |                                                            |                    | مرکز نشر دانشگاهی                                       |
| مکانیک           | مهندسی تولید و فناوری                                                                  | سروپ کالچیان، استیون اشمید Serope Kalpakjian, Steven R. Schmid         | محمدکاظم بشارتی گیوی                                       |                    | مؤسسه انتشارات و چاپ دانشگاه تهران                      |
| عمران            | سازه‌های بتن آرمه                                                                       | داود مستوفی‌نژاد                                                        |                                                            |                    | ارکان دانش                                              |
| عمران            | مصالح ساختمانی                                                                         | حسن رحیمی                                                              |                                                            |                    | مؤسسه انتشارات و چاپ دانشگاه تهران                      |
| کشاورزی          | زعفران در ایران با نگاه پژوهشی                                                         | حسن ابراهیم‌زاده، پروانه ابریشم‌چی، رویا کرمیان، طیبه رجبیان، عذرا صبورا |                                                            |                    | مؤسسه انتشارات اطلاعات                                  |
| معماری           | استاتیک کاربردی برای دانشجویان رشته‌های معماری و مهندسی عمران                           | محمود گلابچی                                                           |                                                            |                    | مؤسسه انتشارات و چاپ دانشگاه تهران                      |
| معماری           | ریشه‌های رمانتیسم                                                                       | آیزایا برلین                                                           | عبدالله کوثری                                              |                    | ماهی                                                    |
| تاریخ و نقد ادبی | از این باغ شرقی (نشریه‌های نقد شعر کودک و نوجوان)                                       | پروین سلاجقه                                                           |                                                            |                    | کانون پرورش فکری کودکان و نوجوانان                      |
| تاریخ و نقد ادبی | صهبای خرد (شرح احوال و آثار حکیم عمر خیام نیشابوری)                                    | مهدی امین رضوی                                                         | مجدالدین کیوانی                                            |                    | سخن                                                     |
| تاریخ            | تاریخ برمکیان                                                                          | سید محمدصادق سجادی                                                     |                                                            | سید محمدصادق سجادی | بنیاد موقوفات دکتر محمود افشار                          |
| جغرافیا          | قلمرو فلسفه جغرافیا                                                                    | احمد پوراحمد                                                           |                                                            |                    | مؤسسه انتشارات و چاپ دانشگاه تهران                      |
| محیط زیست        | اطلس مناطق حفاظت شده ایران                                                             | علی اصغر درویش صفت                                                     |                                                            |                    | مؤسسه انتشارات و چاپ دانشگاه تهران                      |
| محیط زیست        | توسعه پایدار: اقتصاد و سازو کارها                                                      | کی پی رائو K. P. Rao                                                   | احمدرضا یاوری                                              |                    | مؤسسه انتشارات و چاپ دانشگاه تهران                      |
| کلیات            | فرهنگ نامه نوجوانان: کلید دانش                                                         | گروهی از مؤلفان                                                        | گروهی از مترجمان                                           |                    | نشر طلایی، پیام عدالت                                   |
| داستان تألیفی    | قصه ما مثل شد                                                                          | محمد میرکیانی                                                          |                                                            |                    | شرکت به نشر، کتاب‌های پروانه                             |
| داستان ترجمه     | رمان‌های سه‌گانه چرخ گردون (جاده سفید، چشم اسب، ردپای باد)                               | جمیله گوین Jamila Gavin                                                | حسن ابراهیمی الوند                                         |                    | قدیانی، کتاب‌های بنفشه                                   |
|                  | فهرست اسناد مکمل قاجاریه                                                               | محمدحسن کاووسی عراقی                                                   |                                                            |                    | اداره نشر وزارت امور خارجه                              |

## کتاب‌های شایسته‌ی تقدیر
| شاخه                | عنوان کتاب                                       | پدیدآورنده                                                         | مترجم                                                              | تصحیح       | ناشر                                                 |
| ------------------- | ------------------------------------------------ | ------------------------------------------------------------------ | ------------------------------------------------------------------ | ----------- | ---------------------------------------------------- |
| کلام                | چالش سیاست دینی و نظم سلطانی                     | نجف لک‌زایی                                                         |                                                                    |             | پژوهشگاه علوم و فرهنگ اسلامی                         |
| کلام                | معرفت‌شناسی باور دینی                             | سیدحسین عظیمی                                                      |                                                                    |             | پژوهشگاه حوزه و دانشگاه                              |
| کلام                | عقل و دل: درآمدی به نقد عقل عاطفی                | ویلیام جی وین‌رایت William J. Wainwright                            | محمد هادی شهاب                                                     |             | پژوهشگاه علوم و فرهنگ اسلامی                         |
| اخلاق               | ارشاد در معرفت و وعظ و اخلاق                     | عبدالله بن محمد بن ابى‌بكر قلانسى نسفى                              |                                                                    | عارف نوشاهی | مرکز نشر میراث مکتوب                                 |
| علوم اجتماعی        | تاریخ پوشاک اقوام ایرانی                         | مهرآسا غیبی                                                        |                                                                    |             | هیرمند                                               |
| علوم اجتماعی        | مقدمه‌ای بر سیاست‌گذاری اجتماعی                    | کنت بلیک‌مور Kenneth Blakemore                                      | علی اصغر سعیدی، سعید صادقی جقه                                     |             | مؤسسه عالی پژوهش تأمین اجتماعی                       |
| علوم سیاسی          | لئو اشتراوس و فلسفه سیاسی اسلامی                 | محسن رضوانی                                                        |                                                                    |             | مؤسسه آموزشی و پژوهشی امام خمینی                     |
| اقتصاد              | جهانی شدن و پیامدهای ناگوار آن                   | جوزف استیگلیتز Joseph Stiglitz                                     | محمدرضا با وفا                                                     |             | امیرکبیر                                             |
| حقوق                | رابطه سببیت در حقوق کیفری                        | محمود نجیب حسنی                                                    | سیدعلی عباس‌نیای زارع                                               |             | دانشگاه علوم اسلامی رضوی                             |
| حسابداری            | فرهنگ اصطلاحات حسابداری (انگلیسی - فارسی)        | فضل‌الله اکبری                                                      |                                                                    |             | سازمان حسابرسی مرکز تحقیقات تخصصی حسابداری و حسابرسی |
| مدیریت بازرگانی     | مدیریت تولید و عملیات نوین                       | احمد جعفرنژاد                                                      |                                                                    |             | مؤسسه انتشارات و چاپ دانشگاه تهران                   |
| آموزش و پرورش       | آموزش تفکر به کودکان                             | رابرت فیشر Robert M. Fisher                                        | مسعود صفایی مقدم، افسانه نجاریان                                   |             | رسش                                                  |
| زبان فارسی          | چالش میان فارسی و عربی سده‌های نخست               | آذرتاش آذرنوش                                                      |                                                                    |             | نی                                                   |
| زبان‌های باستانی     | یافته‌های تازه از ایران باستان                    | والتر هینتس                                                        | پرویز رجبی                                                         |             | ققنوس                                                |
| زبان‌شناسی           | ارتباطات از منظر گفتمان‌شناسی انتقادی             | لطف‌الله یارمحمدی                                                   |                                                                    |             | هرمس                                                 |
| فیزیک               | مقدمه‌ای بر فیزیک آماری                           | کرسون هوانگ                                                        | محمدابراهیم زمردیان                                                |             | دانشگاه فردوسی مشهد                                  |
| زمین‌شناسی           | سنجش از دور حرارتی و کاربرد آن در علوم نوین      | سید کاظم علوی‌پناه                                                  |                                                                    |             | مؤسسه انتشارات و چاپ دانشگاه تهران                   |
| پزشکی               | پرستاری داخلی - جراحی                            | جویس ام. بلک، جین هاکنسون هاوکس Joyce M Black, Jane Hokanson Hawks | اعضای هیئت علمی دانشکده پرستاری - مامایی دانشگاه علوم پزشکی اصفهان |             | دانشگاه علوم پزشکی و خدمات بهداشتی درمانی اصفهان     |
| کشاورزی             | تهیه خوراک طیور از پس مانده (فرآوری و مصرف)      | Adel R.Y. El Boushy Antonius F.B. vander Poel                      | ابراهیم روغنی، هوشنگ معینی‌زاده                                     |             | آییژ                                                 |
| هنرهای نمایشی       | نمایش در دوره صفوی                               | یعقوب آژند                                                         |                                                                    |             | فرهنگستان هنر                                        |
| معماری              | هنر و معماری صفویه                               | شیلا کنبی                                                          | مزدا موحد                                                          |             | فرهنگستان هنر                                        |
| موسیقی              | الرساله الشرقیه فی النسب التألیفیه               | صفی‌الدین ارموی                                                     | بابک خضرائی                                                        |             | فرهنگستان هنر                                        |
| عکاسی               | ایتالیایی‌ها و عکاسی در ایران                     | محمد طهماسب‌پور                                                     |                                                                    |             | نشر قو                                               |
| عکاسی               | ذهن و عکاسی                                      | پل مارتین لستر Paul Martin Lester                                  | زانیار بلوری                                                       |             | حرفه نویسنده                                         |
| تربیت بدنی          | مبانی مدیریت سازمان‌های ورزشی                     | حسن بحرالعلوم                                                      |                                                                    |             | دانشگاه صنعتی شاهرود                                 |
| تربیت بدنی          | مبانی تغذیه ورزشی                                | فرد برونس، سرستار کارگیل Fred Bronson, Cerestar Cargill            | حمید محبی، محمد فرامرزی                                            |             | سمت                                                  |
| متون قدیم           | این راه بی‌نهایت                                  | بهرام اشتری                                                        |                                                                    |             | مرکز نشر دانشگاهی                                    |
| متون قدیم           | در ملکوت سکوت                                    | سیدحسن حسینی                                                       |                                                                    |             | انجمن شاعران ایران                                   |
| متون قدیم           | اقلیت                                            | فاضل نظری                                                          |                                                                    |             | هزاره ققنوس                                          |
| ادبیات زبان‌های دیگر | توران‌دخت: نمایشنامه بر اساس افسانه‌ای از هفت پیکر | فریدریش شیلر Friedrich Schiller                                    | علی غضنفری                                                         |             | مرکز                                                 |
| شعر، کودک           | ماه نو، نگاه نو                                  | اسدالله شعبانی                                                     |                                                                    |             | کانون پرورش فکری کودکان و نوجوانان                   |
| شعر، نوجوان         | کلاغ سه‌شنبه: مجموعه شعر برای نوجوانان            | مهدی مرادی                                                         |                                                                    |             | کانون پرورش فکری کودکان و نوجوانان                   |
| ادبیات داستانی      | مجموعه داستان‌های خفاش کوچولو                     | رناته ولش Renate Welsh                                             | کتایون سلطانی                                                      |             | امیرکبیر، کتاب‌های شکوفه                              |
| علوم و فنون         | داستان ابریشم                                    | شیرین طاهرنژاد                                                     |                                                                    |             | کانون پرورش فکری کودکان و نوجوانان                   |